# Estació de Cornellà-Salines
Cornellà-Salines serà una estació de ferrocarril de la Línia Llobregat-Anoia dels Ferrocarrils de la Generalitat de Catalunya. S'ubicarà al barri de Salines de Cornellà de Llobregat, entre les estacions de Cornellà-Riera i Sant Boi. La nova estació donarà servei a una zona d'expansió urbanística de la ciutat llobregatenca, incloent l'Àrea Residencial Estratègica Ribera Salines de Cornellà de Llobregat, que preveu la construcció de 2.497 habitatges.
| Línia Llobregat-Anoia de FGC |                |       |          |                                |
| Procedència/Destinació       | <              | Línia | >        | Procedència/Destinació         |
| Barcelona - Pl. Espanya      | Cornellà-Riera | obres | Sant Boi | Molí Nou \| Ciutat Cooperativa |
| Barcelona - Pl. Espanya      | Cornellà-Riera | obres | Sant Boi | Can Ros                        |
| Barcelona - Pl. Espanya      | Cornellà-Riera | obres | Sant Boi | Olesa de Montserrat            |
| Barcelona - Pl. Espanya      | Cornellà-Riera | obres | Sant Boi | Martorell-Enllaç               |
| Barcelona - Pl. Espanya      | Cornellà-Riera | obres | Sant Boi | Quatre Camins                  |
| Barcelona - Pl. Espanya      | Cornellà-Riera | obres | Sant Boi | Manresa-Baixador               |
| Barcelona - Pl. Espanya      | Cornellà-Riera | obres | Sant Boi | Igualada                       |
| Barcelona - Pl. Espanya      | Cornellà-Riera | obres | Sant Boi | Manresa-Baixador               |
| Barcelona - Pl. Espanya      | Cornellà-Riera | obres | Sant Boi | Igualada                       |